# Équipe de Nouvelle-Zélande de football à la Coupe des confédérations 2017
 (février 2020).
Si vous disposez d'ouvrages ou d'articles de référence ou si vous connaissez des sites web de qualité traitant du thème abordé ici, merci de compléter l'article en donnant les références utiles à sa vérifiabilité et en les liant à la section « Notes et références ».
L'équipe de Nouvelle-Zélande de football participe à sa 4e Coupe des confédérations lors de l'édition 2017 qui se tient en Russie du 17 juin 2017 au 2 juillet 2017. Elle se rend à la compétition en tant que vainqueur de la Coupe d'Océanie 2016.
Les Néo-Zélandais sont éliminés en phase de poule en terminant derniers du groupe A derrière le Russie , le Mexique et le Portugal.

## Résultats

### Premier tour

#### Groupe A

##### Classement et résultats
| Rang | Équipe           | Pts | J | G | N | P | Bp | Bc | Diff |  | Résultats (▼ dom., ► ext.) |  |     |     |     |
| ---- | ---------------- | --- | - | - | - | - | -- | -- | ---- |  | -------------------------- |  | --- | --- | --- |
| 1    | Portugal         | 7   | 3 | 2 | 1 | 0 | 7  | 2  | +5   |  | Russie                     |  | 2-0 | 0-1 | 1-2 |
| 2    | Mexique          | 7   | 3 | 2 | 1 | 0 | 6  | 4  | +2   |  | Nouvelle-Zélande           |  |     | 0-4 | 1-2 |
| 3    | Russie           | 3   | 3 | 1 | 0 | 2 | 3  | 3  | 0    |  | Portugal                   |  |     |     | 2-2 |
| 4    | Nouvelle-Zélande | 0   | 3 | 0 | 0 | 3 | 1  | 8  | -7   |  | Mexique                    |  |     |     |     |

     Équipe qualifiée ou victorieuse; Pts = points; J = joués; G = gagnés; N = nuls; P = perdus;

Bp = buts pour; Bc = buts contre; Diff = différence de buts

##### Détails des matchs
| J 1                      | Russie                        | 2 - 0   | Nouvelle-Zélande | Stade Krestovski, Saint-Pétersbourg                                         |                                                                             |
| 17 juin 2017 18h00 UTC+3 | Boxall 31e (csc) · Smolov 69e | (1 - 0) |                  | Spectateurs : 50 251 Arbitrage : Wilmar Roldán Arbitre vidéo : Sandro Ricci | Spectateurs : 50 251 Arbitrage : Wilmar Roldán Arbitre vidéo : Sandro Ricci |
| 17 juin 2017 18h00 UTC+3 | Rapport                       |         |                  | Spectateurs : 50 251 Arbitrage : Wilmar Roldán Arbitre vidéo : Sandro Ricci | Spectateurs : 50 251 Arbitrage : Wilmar Roldán Arbitre vidéo : Sandro Ricci |

| J 2                      | Mexique                   | 2 - 1   | Nouvelle-Zélande | Stade olympique, Sotchi                                                        |                                                                                |
| 21 juin 2017 21h00 UTC+3 | Jiménez 54e · Peralta 72e | (0 - 1) | 42e Wood         | Spectateurs : 25 133 Arbitrage : Bakary Gassama Arbitre vidéo : Clément Turpin | Spectateurs : 25 133 Arbitrage : Bakary Gassama Arbitre vidéo : Clément Turpin |
| 21 juin 2017 21h00 UTC+3 | Rapport                   |         |                  | Spectateurs : 25 133 Arbitrage : Bakary Gassama Arbitre vidéo : Clément Turpin | Spectateurs : 25 133 Arbitrage : Bakary Gassama Arbitre vidéo : Clément Turpin |

| J 3                      | Nouvelle-Zélande | 0 - 4   | Portugal                                                      | Stade Krestovski, Saint-Pétersbourg                                       |                                                                           |
| 24 juin 2017 18h00 UTC+3 |                  | (0 - 2) | 33e (pen.) Ronaldo · 37e B. Silva · 80e A. Silva · 90+1e Nani | Spectateurs : 56 290 Arbitrage : Mark Geiger Arbitre vidéo : Sandro Ricci | Spectateurs : 56 290 Arbitrage : Mark Geiger Arbitre vidéo : Sandro Ricci |
| 24 juin 2017 18h00 UTC+3 | Rapport          |         |                                                               | Spectateurs : 56 290 Arbitrage : Mark Geiger Arbitre vidéo : Sandro Ricci | Spectateurs : 56 290 Arbitrage : Mark Geiger Arbitre vidéo : Sandro Ricci |

## Navigation